# Vranjic
Vranjic är en ort i Kroatien.   Den ligger i länet Split-Dalmatien, i den södra delen av landet, 260 km söder om huvudstaden Zagreb. Vranjic ligger 1 meter över havet och antalet invånare är 1 202.
Terrängen runt Vranjic är varierad. Havet är nära Vranjic åt sydväst.  Närmaste större samhälle är Split, 3,5 km sydväst om Vranjic. 